# アイム・イン・ザ・ムード・フォー・ラブ
『I'm in the mood for love』は、1935年に発売された曲。これまでに40人以上の著名ミュージシャンによってカバーされている。

## ジャミロクワイ版
- 2000年、ジャミロクワイのボーカルジェイ・ケイの歌と、ピアニストジュールス・ホランドの伴奏で曲がカバーされた。
- 2000年に公開されたイギリス映画「Kevin & Perry Go Large」内でカバー曲が使用された。
- クレジットとしては「ジャミロクワイ」と記されたが、関わったのはケイのみで他のジャミロクワイのバンドメンバーは関わっていない。
- ケイの母親(カレン・ケイ)はジャズシンガーでBBCで番組を持っていたため、同じくジャズのピアニストでありBBCの歌番組を司会しているホランドの番組にケイが初めてゲスト出演した時(1997年)、ケイはホランドに多大な尊敬を示し、番組に出られて光栄だとコメントした[1]。ケイはテレビ番組でもお構いなしでやんちゃな態度をとる事もあったが、ホランドには緊張し、尊敬を示した。その後1999年にもホランドの番組に出演して交流を深め[2]、2000年にコラボするに至った。

- 2000年4月17日、映画のサントラアルバムに曲が入れられて発売される[3]。

- 2000年6月15日、ホランドの音楽番組「Later… with Jools Holland」の撮影が行われ、ケイがゲスト出演して本楽曲が収録された[4]。

- 2000年11月18日、前述の収録された番組が放送される。

- 2001年2月3日、イギリスの歌番組「カウント・ダウン・ユー・ケー(CD:UK)」にてケイとホランドが本楽曲を披露した。この時ケイは知的風なメガネをかけ、スーツと革靴で歌い、ジャミロクワイの活動時とは違った出立ちを見せた。ケイがメガネ姿で映った映像はこの時が最初で最後だと思われる。

- 2001年2月12日、楽曲がマキシシングル版(3分18秒)と通常盤シングルCD(3分12秒)の２形態で発売[5]3曲が収められているがそのうちジェイ・ケイが歌っているのは本楽曲のみで、他2曲はホランドが歌っている。

- 2001年2月24日、イギリスのシングルチャートにて初登場29位[6]。
- 2004年4月1日、ロイヤル・アルバート・ホールで行われたロジャー・ダルトリー主催の小児がんチャリティーコンサートにケイとホランドが出演して本楽曲を披露した。

### ミュージックビデオ
- ケイとホランドが歌ったり演奏する姿が白黒で収められおり、曲に合わせてダンスをする女性も登場する。
- ビデオ内のストーリーとしては、ケイとホランドはこの女性に心惹かれており、自分達が同じ女性に好意を寄せていることが最後に発覚するオチとなっている。
- 最後3秒程度は、ふざけた顔をして鳥が飛ぶようなジェスチャーで画面からはけるケイの映像が差し込まれている。1994年にリリースされたジャミロクワイの楽曲「ハーフ・ザ・マン」のミュージックビデオ[7]も白黒で、ケイは最後にふざけた顔で鳥のジェスチャーではけており、6年経っても変わらないケイが見受けられる。

### トラック・リスト
1. I’m In The Mood For Love
2. T Bag Scuffle
3. What For Me